# 스타노보이산맥

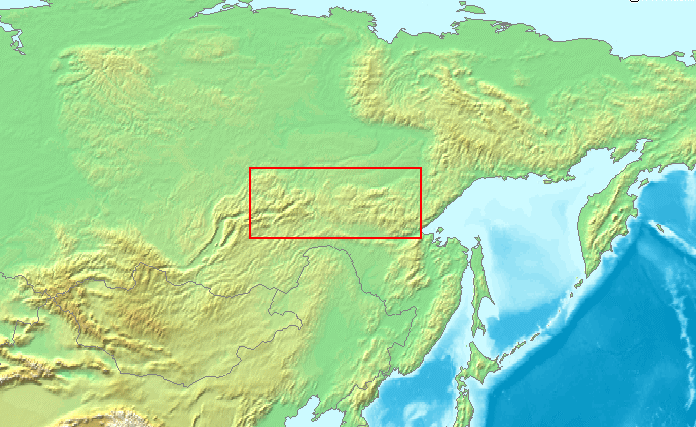

스타노보이산맥(Станово́й хребе́т, 外興安嶺)은 러시아 극동의 남동부에 위치한 산맥이다. 동서로 뻗어 있으며 길이는 725km이다. 오호츠크해와 레나강, 아무르강에 접해 있다. 최고봉은 스칼리스티산(2,482m)이다.
이 산맥은 청나라와 러시아 제국 사이에 1689년에 체결된 네르친스크 조약에 의해 양국의 자연 국경이 되었다. 그러나, 청나라가 제2차 아편전쟁(1856년~1860년) 중인 것을 틈타 러시아 제국이 1858년 강압적으로 아이훈 조약을 체결하였고, 청나라로부터 아무르강 이북지역을 할양받아 스타노보이 전역이 러시아 영토가 되었다.